# Concierto para delinquir
El concierto para delinquir o asociación para delinquir es, en el derecho penal, un delito que se estableció con el fin de tomar medidas contra delitos como el secuestro, la conformación de grupos armados ilegales, el terrorismo y la extorsión, entre otros. De acuerdo a como un fiscal presente el caso en un juicio o audiencia ante un tribunal de justicia, el delito también aplica a organizaciones de delincuencia común que cometen delitos como robos y asesinatos, entre otros. También aplica para funcionarios corruptos que se aprovechen de su posición de poder para cometer delitos que atenten contra el patrimonio público y privado.
Este delito se presenta cuando dos o más personas se reúnen o conciertan para celebrar un convenio o un pacto que tiene como fin la organización de dichos individuos en una sociedad con fines delictivos, sin que se especifique qué tipo de delitos se cometerá, ni el momento, ni el lugar, ni contra quién o qué se va a atentar, pero sí cuál va a ser su actividad principal: delinquir.
A nivel internacional, este delito se tipifica como conspiración, asociación ilegal y/o criminal y asociación para delinquir. En Italia, es conocido como asociación mafiosa debido a las poderosas mafias que azotan al sur del país.

## Requisitos
Para que se reconozca este delito debe darse la conjunción de tres factores: Primero, la existencia permanente de una organización con objetivos delictivos; Segundo, que los miembros de dicha organización se hayan organizado voluntariamente con un objetivo en común; y Tercero, que dicho objetivo ponga en peligro la seguridad pública y/o los recursos del erario o de particulares.

## Concierto para delinquir agravado
Se considera que el delito es agravado, cuando el concierto sea para cometer delitos de lesa humanidad tales como genocidio, secuestro, tortura, desplazamiento forzado, homicidio, terrorismo, narcotráfico, extorsión, enriquecimiento ilícito, lavado de activos o testaferrato o para organizar, promover, armar o financiar grupos armados al margen de la ley.

## En Colombia
Este delito ha sido aplicado en varios casos de juzgamiento dentro del conflicto armado en Colombia, de acuerdo al otrora Alto Comisionado para la Paz, Luis Carlos Restrepo, "(...) el concierto para delinquir es una asociación para delinquir con el propósito de derrocar al Estado en el caso de la guerrilla o suplantarlo en el caso de las autodefensas".
La Corte Suprema de Justicia de Colombia, ha dictaminado este delito para procesar a varios políticos envueltos en el escándalo de la parapolítica así como a varios líderes de grupos paramilitares desmovilizados, pero los acusados en su momento rechazaron la sindicación de este delito y solicitan ser juzgados por el delito de sedición. La corte dijo que lo hecho por los paramilitares no es un acto de sedición.
En 2011, el exdirector del DAS Jorge Aurelio Noguera es condenado a 25 años de prisión por el delito de « concierto para delinquir agravado ».
En 2015, fue condenada a 14 años de prisión la también exdirectora del DAS, María del Pilar Hurtado, por el delito de concierto para peculado por apropiación, violación ilícita de comunicaciones, falsedad de documento público y abuso de autoridad.